# Siberian Light Aviation Flight 51
Siberian Light Aviation Flight 51 var en passagerarflygning den 12 september 2021 av ett Let L-410 Turbolet-plan från Irkutsk norrut till Kazatjinskoje i Irkutsk oblast i Sibirien nära Bajkalsjön. Planet havererade cirka 4 kilometer från flygplatsen och orsaken är under utredning av MAK, den ryska haverikommissionen.
Flygningen utfördes på uppdrag av Aeroservice LLC.

## Bakgrund
Flygplanet, en Let L-410 Turbolet av varianten UVP-E20 tillverkades och togs i drift år 2014. Let-410 byggs av den tjeckiska flygtillverkaren Let Kunovice.
Flygbolaget Siberian Light Aviation, också känt under namnet Sila Avia grundades i januari 2017 och flyger kortdistansflygningar i Siberien och områden strax sydväst om Sibirien som Omsk, Tiumen, Jekaterinburg, Tjeljabinsk och Niznij Tagil. De har sitt huvudkvarter i Magadan.  De hade vid tiden för olyckan åtta L-410 och tre Antonov An-28-plan i deras flotta.
Efter ett tidigare fläckfritt säkerhetsfacit var Flight 51 flygbolagets andra allvarliga incident under år 2021. Den 17 juli kraschlandade en Antonov-28 med 2 piloter och 18 passagerare ombord på Tomsk flygplats i Tomsk. Planet landade hårt och gled sedan av landningsbanan innan det voltade upp och ned. Samtliga ombord överlevde men två personer fick föras till sjukhus med allvarliga skador och flygplanet fick så pass stora skador att det skrotades.

## Besättningen
Kaptenen för Siberian Light Aviation Flight 51 hade vid olyckan strax över 5 600 flygtimmar, varav 483 timmar i egenskap av kapten.

## Olyckan
Efter ett tidigare misslyckat landningsförsök kl. 22:35 inträffade olyckan cirka 23:15 lokal tid under besättningens andra försök att landa planet. I tjock dimma kolliderade planet med träd på en klippa intill Kirengafloden, cirka 4 kilometer sydväst om landningsbanan.
Räddningspersonal var snabbt på plats och lyckades inledningsvis rädda alla ombord. Enligt regionens guvernör, Igor Kobzev, kunde fem personer lämna vraket för egen maskin medan övriga fick hjälpas eller bäras ut. Fyra personer omkom av sina skador inom ett dygn efter olyckan. Av de 16 personer ombord det olycksdrabbade planet överlevde 12 personer. Tre passagerare och andrepiloten omkom.

## Utredning

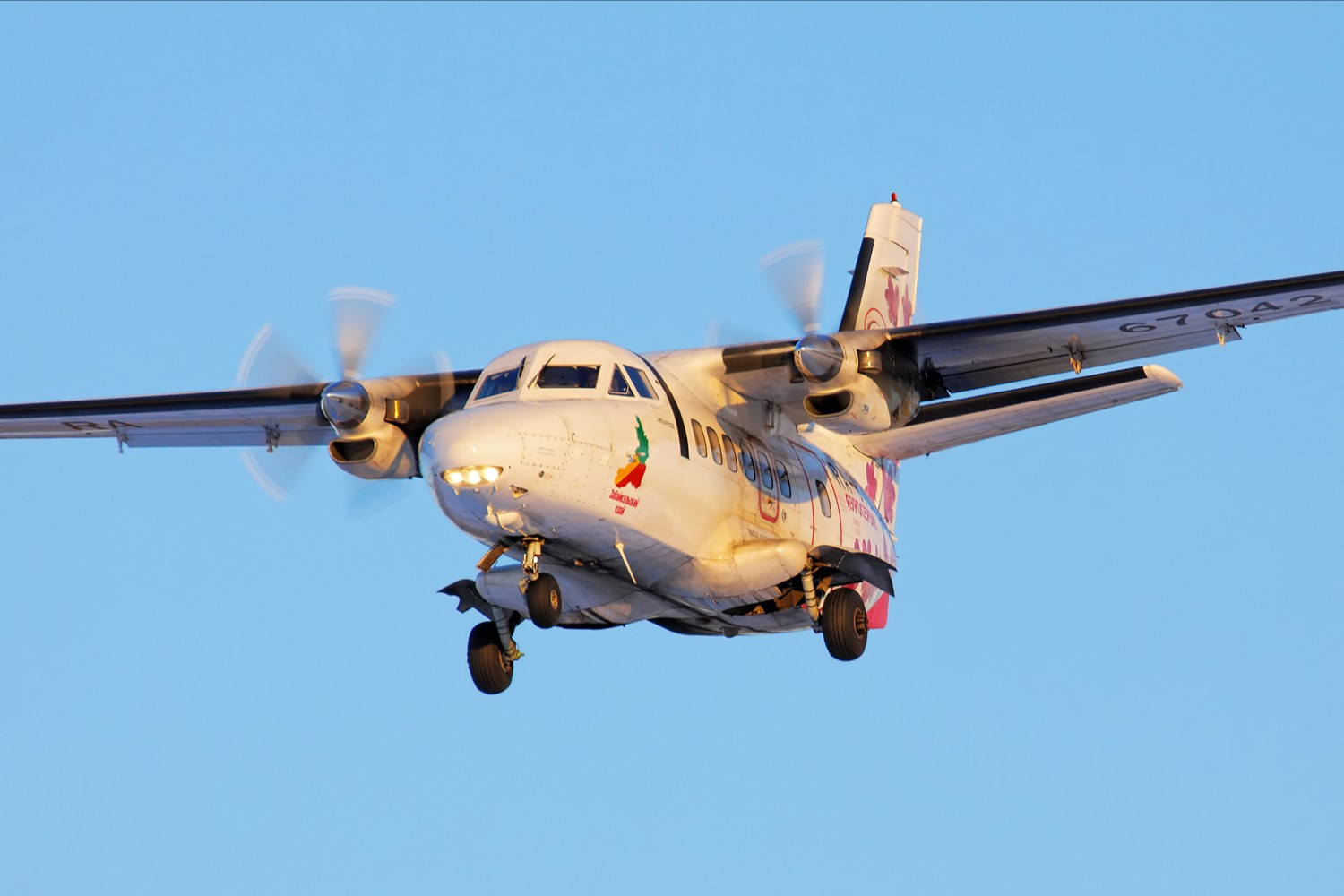
RA-67042, år 2020

MAK, den ryska haverikommissionen, startade en utredning av olyckan omedelbart samma dag.
Utredningen har visat att sikten inte var högre än 500 meter vare sig vid planets första misslyckade landningsförsök eller vid tidpunkten för olyckan.
Flygplatsen i Kazatjinskoje saknade sofistikerade radarsystem och möjlighet för flygplan att göra instrumentala landningar (ILS). I efterhand av haveriet har Rosaviatsia, Rysslands regulerande kommitté för civilflyg föreslagit en utredning och möjlighet att i framtiden förbjuda nattlandningar i Kazatjinskoje och andra flygfält i Ryssland där visuella landningar är den enda möjligheten och faciliteter för instrumentala landningar saknas.
Medan media spekulerar om pilotmisstag under flygning i dåligt väder så har den överlevande kaptenen i intervjuer efter olyckan menat att viktiga navigationsinstrument var ur funktion och att det spelat en roll i olyckan.